# Ossi’s Tagebuch
Ossi’s Tagebuch ist eine deutsche Stummfilmkomödie aus dem Jahre 1917 von Ernst Lubitsch mit Ossi Oswalda in der Hauptrolle.

## Handlung
Ossi ist ein übermütiger Backfisch, der es oft allzu toll treibt. Der Nachbarjunge Fritz ist ihr beim Aushecken von Streichen ein allzeit hilfsbereiter Komplize. Eines ihrer Opfer ist der ebenso gutmütige wie auch ein wenig schüchtern und unbeholfen wirkende Lehramtsanwärter Dr. Theodor Lindemann, der im Haus gegenüber wohnt. Als Ossi wieder einmal einen Scherz ausgeheckt hat, reicht es ihren Eltern: Sie beschließen, den Wildfang auf das Mädchenpensionat der alten Jungfer Anna Striebe zu schicken.
Nun will es der Zufall, dass just in diesem Pensionat auch der Lehrer Lindemann eine Anstellung findet. Für die jungen Pensionatsbewohnerinnen ist der schmucke Lehrerneuling natürlich ein ideales Opfer für übermütige Streiche. Lindemann greift sich ein Herz und wird nunmehr strenger, damit niemand mehr ihm auf der Nase herumtanzt. Er lässt Ossi sogar einmal nachsitzen. Per Zufall gerät dabei Ossis Tagebuch in seine Hände; in ihm liest er, dass sich der kleine Frechdachs heimlich in ihn verliebt hat. Schließlich werden die beiden ein Paar und verloben sich.

## Produktionsnotizen
Ossi’s Tagebuch entstand in dem Union-Atelier in Berlin-Tempelhof und besaß die Länge von drei Akten auf 1031 bzw. 972 (Neuzensur 1921) Metern. Die Erstaufführung war am 5. Oktober 1917. Ein Jugendverbot wurde nach der Zensurprüfung im September 1917 erlassen. In Österreich-Ungarn, wo der Film rund 1100 Meter lang war, lief Ossi’s Tagebuch bereits am 21. September 1917 in Wien an.
Die Filmbauten entwarf Kurt Richter.

## Kritiken
„Ein neuer Lustspiel-Star ist die reizende Ossi Oswalda, die wir in dem Lustspiel „Ossi’s Tagebuch“ zum erstenmal Gelegenheit hatten, zu bewundern. Nach ihrem ersten Debüt zu urteilen, hat man berechtigte Ursache zu hoffen, daß die Künstlerin eine würdige Nachfolgerin Dorrit Weixler’s wird…“

In Paimann’s Filmlisten ist zu lesen: „Stoff und Humoristik gut, Spiel und Photos sehr gut.“